# General Electric T58
General Electric T58 je americký turbohřídelový motor. Jeho první rozběh se uskutečnil roku 1955 a ve výrobě se udržel do roku 1984. Celkem bylo vyrobeno 6 300 ks tohoto motoru. 1. července 1959 se stal prvním turbínovým motorem, který obdržel certifikaci FAA pro použití v civilních vrtulnících. Motor se v licenci stavěl a dále vyvíjel ve společnosti de Havilland ve Spojeném království jako Gnome a v Západním Německu ve firmě Klöckner-Humboldt-Deutz. Výroba dále probíhala v továrnách Alfa Romeo a IHI Corporation.

## Použití
- Aérospatiale SA 321K Super Frelon - izraelská modifikace
- Agusta A.101
- AgustaBell AB204B
- Bell UH-1F/TH-1F
- Bell X-22 (YT58)
- Boeing CH-46 Sea Knight
- Fairchild VZ-5 (YT58)
- Kaman K-16B
- Kaman SH-2 Seasprite
- Piasecki XH-21D Shawnee (Model 71)
- Sikorsky SH-3 Sea King
- Sikorsky HH-3B/C/E/F
- Sikorsky HH-52 Seaguard
- Sikorsky S-61L/N
- Sikorsky S-62
- Sikorsky S-67
- Sikorsky S-72

## Specifikace  (T58-GE-8)

### Technické údaje
- Typ: turbohřídelový motor s volnou turbínou
- Délka: 1 397 mm
- Průměr: 406 mm
- Hmotnost suchého motoru: 129 kg, 177 kg s reduktorem

### Součásti
- Kompresor: desetistupňový axiální s variabilní geometrií vstupních lopatek + variabilních statorových lopatek v prvních třech stupních
- Spalovací komora: prstencová
- Turbína: 2 × generátorová a 1 × volná

### Výkony
- Maximální výkon: 932,12 kW
- Kompresní poměr: 8,3:1
- Objem průtoku vzduchu: 5,62 kg/s při 26 300 ot./min
- Poměr výkon/hmotnost: 10,024 kW/kg bez reduktoru